# Пакуз, Дэвид
Давид Мордехай Пакуз (англ. David Mordechai Packouz; родился 16 февраля 1982 года) — бывший американский предприниматель, торговец оружием, музыкант, изобретатель и бывший массажист.

## Биография
Пакуз родился в 1982 году в Сент-Луисе, штат Миссури, в еврейской семье. Он является одним из девяти детей Шошаны и раввина Кальмана Пакуза, автора книги «Как предотвратить смешанные браки» До работы в AEY Inc. Пакуз работал массажистом.
До начала своей деятельности в AEY Inc., Пакуз был арестован в 2003 году за хранение препарата ГОМК.
Оружейная компания AEY Inc. его партнёра Эфраима Дивероли была крупным поставщиком оружия Министерству обороны США. В 2007 компания заработала более 300 млн долларов на контрактах по поставке боеприпасов, винтовок и другого оружия после того как получила контракт на поставку боеприпасов Национальной Армии Афганистана. Правительство США приостановило работу AEY Inc. за нарушение контракта после статьи The New York Times, где AEY Inc. были обвинены в поставке боеприпасов 42-летней давности и в попытке их переупаковки, что нарушало эмбарго по поставке оружия из Китая. В результате всеобщей огласки Армия США приступила к пересмотру заключения контрактов. Пакуза обвинили в 71 случае мошенничества. Все боеприпасы, проданные армии США AEY Inc., прошли проверку на качество. Пакуза играет Майлз Теллер в трагикомедии «Парни со стволами», в котором Пакуз исполнил камео в качестве гитариста и вокалиста в доме престарелых.

## Личная жизнь
У Пакуза есть дочь, Анабель Джейн, родившаяся в 2007 году. Сейчас она проживает в Майами, штат Флорида.